# Materialismo ed empiriocriticismo
Materialismo ed empiriocriticismo (in russo Материализм и эмпириокритицизм?, Materializm i ėmpiriokriticizm, nella grafia originale: Материализмъ и эмпиріокритицизмъ, Materializm" i ėmpiriokriticizm") è un saggio filosofico di Lenin, pubblicato nel 1909, col quale egli illustra il proprio materialismo dialettico gnoseologico, sostenendo cioè che le percezioni umane riflettono correttamente e oggettivamente il mondo esterno e che quest'ultimo possa pertanto venir analizzato dialetticamente.
Il saggio fu scritto da Lenin nel febbraio-ottobre del 1908, mentre si trovava in esilio a Ginevra e Londra, e venne pubblicato a Mosca nel maggio del 1909 per la casa editrice Zveno, con l'intento di confutare le tesi avallate dal suo compagno bolscevico Aleksandr Aleksandrovič Bogdanov a sostegno d'un materialismo dialettico in accordo col pensiero empiriocriticistico di Ernst Mach e Richard Avenarius (all'epoca piuttosto in voga negli ambienti intellettuali europei) e per via del quale s'era innescata una pesantissima diatriba col padre del marxismo russo, Georgij Valentinovič Plechanov (già menscevico e detrattore di Lenin), che poteva rischiare di far affondare tutta la fazione bolscevica. Il manoscritto originale è andato perduto.
Gran parte del libro fu scritto da Lenin a Ginevra, eccezion fatta per un soggiorno di un mese a Londra, dove egli poté visitare la biblioteca del British Museum per consultare testi filosofici e scientifici moderni. L'indice indica più di 200 fonti per il testo.
Nel dicembre del 1908, Lenin si trasferì da Ginevra a Parigi, dove lavorò fino all'aprile 1909 correggendo le bozze dell'opera. Alcuni passaggi dovettero essere tagliati per evitare la censura zarista.

## Descrizione

Bogdanov (a destra) gioca a scacchi con Lenin sotto lo sguardo di Gor'kij, col cappello di traverso e Anatolij Lunačarskij, seduto a fianco di Lenin, a Villa Monacone, Capri, nel 1908

Il testo è in linea con il materialismo dialettico espresso, per quanto riguarda la teoria della conoscenza, da Engels nell'Anti-Dühring.
Lenin scrisse il saggio come reazione e critica all'opera in tre volumi empiriomonismo (1904–1906) di Aleksandr Bogdanov, suo rivale politico all'interno dei bolscevichi. Il pensiero di Bogdanov si prefigurava il superamento di ciò ch'era percepito come lo schematismo positivistico insito nella dialettica materialistica avallata da Engels, proponendo dunque un materialismo dialettico alternativo a quello formulato dai teorici del marxismo ortodosso, che fosse  in accordo con le più recenti scoperte scientifiche e con l'empiriocriticismo di Ernst Mach e di Richard Avenarius, cosa che innescò una violenta polemica con Plechanov, che infatti accusò lui e, equiparando il suo pensiero a quello di tutta la corrente bolscevica, i suoi compagni di revisionismo.
Lenin, che prima d'allora non s'era interessato mai troppo di quesiti filosofici, non reputandosi appunto un esperto in materia, ma allertatosi per via dell'andamento della querelle, che rischiava appunto di minare la credibilità dei bolscevichi a causa dell'equiparazione tra loro ed il pensiero di Bogdanov, con la scrittura di questo saggio volle dunque accodarsi alla condanna di Plechanov delle sue tesi, non lesinando critiche però neppure allo stesso, che infatti accusò d'esibire nella propria teorizzazione dei veri e propri "geroglifici", con la sua negazione dell'obiettività e l'incapacità di conoscere le cose stesse. Inoltre, Lenin si oppone all'Immaterialismo di George Berkeley, che secondo lui è la matrice dell'idealismo contemporaneo. 
Nel giugno del 1909, Bogdanov venne sconfitto nel corso di una mini-conferenza tenutasi a Parigi e venne espulso dal partito dal Comitato Centrale, ma riuscì a mantenere una certa influenza sull'ala più estremista. Egli prese parte alla Rivoluzione russa e dopo il 1917, divenne direttore dell'Accademia Socialista delle Scienze Sociali.
Materialismo ed empiriocriticismo è stato pubblicato in più di venti lingue diverse, ed ha acquisito negli anni lo status di testo chiave per la comprensione del Marxismo-leninismo.

## Filosofi e scienziati citati
Nel saggio Lenin cita molti filosofi e scienziati:
- Richard Avenarius
- Ernst Mach
- Richard von Schubert-Soldern
- Georgij Valentinovič Plechanov
- Jakov Berman
- George Berkeley
- Osip Helfond
- Sergei Suvorov
- Immanuel Kant

## Critiche
Bogdanov gli rispose con un pamphlet, Fede e Scienza, in cui evidenzia quelle che identificava come le incongruenze e addirittura le concezioni parareligiose dimostrate da Lenin, accusandolo poi di scorrettezza intellettuale nei propri confronti; il vero oggetto del contendere, infatti, sarebbe la "teoria del riflesso", cioè l'idea che la mente umana fosse appunto un riflesso oggettivo della realtà materiale esterna, e che pertanto la stessa sfera fisica potesse venir interpretata dialetticamente alla pari di quella socioeconomica, che Bogdanov ed altri filosofi marxisti ritenevano invece una grave deformazione delle teorie marxiste da parte di Plechanov ed a cui Lenin pareva conformarsi per fideismo ed opportunismo.
Lo scienziato marxista olandese Anton Pannekoek criticò il saggio nel suo testo Lenin filosofo. Lo studioso Pascal Charbonnat fece il seguente commento: «Sembra che la critica di Pannekoek sia principalmente destinata ad esprimere filosoficamente la tesi del capitalismo di stato, a rischio di essere in contraddizione con le parole di Lenin. Questo infatti non è difendere una visione fisicalistica della materia».

## Edizioni in italiano
- Vladimir Ilʹič Lenin, Materialismo ed empiriocriticismo: note critiche su una filosofia reazionaria, Studio Ed. Vivi, Brescia 1946
- Vladimir Ilʹič Lenin, Materialismo ed empiriocriticismo: note critiche su una filosofia reazionaria, traduzione di Felice Platone, Rinascita, Roma 1953
- Vladimir Ilʹič Lenin, Materialismo ed empiriocriticismo, prefazione di Luciano Gruppi, Editori riuniti, Roma 1970
- Nikolaj Lenin, Materialismo ed Empiriocriticismo: Note critiche su una filosofia reazionaria, Sapere, Milano 1970
- Vladimir Ilʹič Lenin, Materialismo ed empiriocriticismo: note critiche su una filosofia reazionaria, Sapere, Milano 1970
- Vladimir Ilʹič Lenin, 14: Materialismo ed empiriocriticismo, Lotta comunista, Milano 2002; Fa parte di: Opere